# Municipio de Berrien
El municipio de Berrien (en inglés: Berrien Township) es un municipio ubicado en el condado de Berrien en el estado estadounidense de Míchigan. En el año 2010 tenía una población de 5084 habitantes y una densidad poblacional de 53,37 personas por km².

## Geografía
El municipio de Berrien se encuentra ubicado en las coordenadas 41°56′19″N 86°17′16″O / 41.93861, -86.28778. Según la Oficina del Censo de los Estados Unidos, el municipio tiene una superficie total de 95.25 km², de la cual 90.82 km² corresponden a tierra firme y (4.65%) 4.43 km² es agua.

## Demografía
Según el censo de 2010, había 5084 personas residiendo en el municipio de Berrien. La densidad de población era de 53,37 hab./km². De los 5084 habitantes, el municipio de Berrien estaba compuesto por el 83.65% blancos, el 6.37% eran afroamericanos, el 0.39% eran amerindios, el 2.89% eran asiáticos, el 0.04% eran isleños del Pacífico, el 3.32% eran de otras razas y el 3.32% pertenecían a dos o más razas. Del total de la población el 8.56% eran hispanos o latinos de cualquier raza.